# Zoutelande
Zoutelande es una localidad perteneciente al municipio holandés de Veere, ubicado en la provincia de Zelanda. El 1 de enero de 2007, el pueblo tenía 1.523 habitantes. Está ubicado en la que antiguamente era la isla Walcheren.
Zoutelande era un municipio independiente hasta el 1 de julio de 1966. En esa fecha, se fusionó con Biggekerke y Coudekerque para formar el nuevo municipio de Valkenisse.
En la actualidad es una localidad orientada al turismo. Posee una de las pocas playas holandesas orientadas al Sur.